# Runcinia depressa
Runcinia depressa là một loài nhện trong họ Thomisidae.
Loài này thuộc chi Runcinia. Runcinia depressa được Eugène Simon miêu tả năm 1906.